# فرودگاه باسانو
فرودگاه باسانو (به انگلیسی: Bassano Airport) یک فرودگاه همگانی است که یک باند فرود آسفالت دارد و طول باند آن ۸۹۹ متر است. این فرودگاه در کشور کانادا قرار دارد و در ارتفاع ۷۹۶ متری از سطح دریا واقع شده‌است.